# Boleradice
Boleradice là một chợ huyện thuộc huyện Břeclav, vùng Jihomoravský, Cộng hòa Séc.